# Радијални живац
Радијални живац (РЖ)   је периферни живаца људског тела који се пружа дуж задњег дела горњег екстремитета и на свом путу инервише одређене делове руке, подлактице, ручног зглоба и шаке. Кроз историју РЖ се називао и мускулоспирални живац.
ТЖ инервише средишњу и спољашњу главу троглавог мишића руке, као и свих 12 мишића у задњем остеофасцијалном одељку подлактице, заједно са припадајућим зглобовима и кожом изнад ових анатомских структура. 
Настаје у задњем делу брахијалног плексуса и прима импулсе из коренове C5, C6, C7, C8 и T1  кичмених живаца. Радијални нерв се по његовом формирању дели на дубоку грану, која постаје задњи међукоштани нерв, и површну грану, која даље инервише дорзум (задњи део) шаке.
Радијални живац и његове гране обезбеђују моторну инервацију дорзалним мишићима руке (triceps brachii и anconeus) и спољашњим екстензорима зглобова и шаке руке и сензорну инервацију коже већем делу задње стране шаке (осим задњег дела малог прста и суседне половине напрстка, који инервише улнарни живац).

## Анатомија
Радијални нерв настаје као завршна грана задњих коренове C5, C6, C7, C8 и T1  кичмене мождине познатих као брахијални плексус (група нерава који шаљу импулсе из кичмене мождине у предео рамена, руке и шаке), заједно са пазушном (аксиларном) артеријом са  његове предње стране.
Кроз руку РЖ се пружа иза брахијалне артерије, а затим улази у доњи троугласти простор да би достигао радијалну бразду задњег дела надлактице.  Потом путује наниже заједно са дубоком брахијалном  артеријом, између латералне и медијалне главе троглавог мишића руке све док не доспе до бочне стране руке на 5 цм испод делтоидног туберкулума где пробија бочну међумишићну преграду да би стигао до предњег дела руке. Затим се спушта наниже да би прешао латерални епикондил надлактице где се завршава гранањем у површну и дубоку грану која се наставља у лакатну јаму, а затим у подлактицу.
Радијални живац даје мишићне гране за снабдевање дуге, средишње и спољашње главе троглавог мишића руке пре и током свог тока кроз радијалну бразду. Након што изађе из радијалне бразде, инервише надлакатни мишић, надлактичнопалчани мишић и дуги радијални екстензор ручног зглоба.
Изнад радијалног бразде, радијални живац се грана у задњи кожни нерв руке који инервише кожу на задњем делу руке. У радијалном жљебу грана се у доњи бочни кожни нерв руке и задњи кожни нерв подлактице. Радијални нерв такође даје зглобне гране за инервацију лакатног зглоба.

### Подлактица и шака
У подлактици се РЖ дели на површну (првенствено сензорну) и дубоку (пре свега моторну) грану.
Површна грана радијалног живца је широко одвојена од радијалне артерије у горњој трећини подлактице, уско повезана са радијалном артеријом у средњој трећини подлактице, а у доњој трећини спушта се у подлактицу испод тетиве  брахиорадијалиса. Прелази брахиорадиалис да би ушао у задњи део подлактице близу задњег дела ручног зглоба и доспео у доњи део шаке. Ту врши сензорну инервацију дорзалног дела  шаке, дорзалног дела палца, кажипрста, средњег прста и бочнеј стране домалог прста, осим лежишта ноката, које снабдевају правилне дигиталне гране средњег нерва.
Дубока грана радијалног живца (позната и као задњи међукоштани нерв код неких аутора) пробија супинаторни мишић, вијуга се око радијуса испод поклопца супинатора да би стигао до задњег дела подлактице где поново пробија супинатор и тада је познат као задњи међукоштани нерв. Док пробија задње мишиће екстензора РЖ лежи између површних и дубоких мишића задњег дела подлактице. На доњој граници екстензора поллицис бревис, он пролази дубоко до екстензора полицис лонгус и затим прелази на задњу међукоштану мембрану. Наставља да се пружа заједно са задњом међуребарном (интеркостном) артеријом (дубоком граном заједничке међукоштане артерије која је грана улнарне артерије), а завршава се као псеудоганглион испод екстензорног ретинакулума инервишући ручни зглоб и интеркарпалне зглобове.

### Варијације
Иако је уобичајено да радијални живац обезбеђује моторну инервацију дугој глави троглавог мишића руке, студија спроведена 2004. године открила је да аксиларни нерв инервисао дугу главу троглави мишић руке код двадесет лешева без икакве инервације из радијалног живца.

## Функција
Радијални нерв има и моторну и сензорну функцију. 

### Сензорна функција
Сензорну функцију обављају сензорне гране РЖ које инервишу кожу на антеролатералној страни надлактице, дисталној задњој страни надлактице, задњој страни подлактици и постеролатералном подручју зглоба и прстију шаке.
Предње сензорне гране
- Доњи бочни кожни нерв руке: предњи бочни аспект средње руке

Задње сензорне гране
- Задњи кожни нерв руке: задња дистална рука
- Стражњи кожни нерв подлактице: трака на задњем делу подлактице
- Површинска грана: задњи део бочних 3-1/2 прста  и дорзални део шаке

### Моторна функција
Моторну функцију обављају моторне гране РЖ које стимулишу задње мишиће надлактице, задње мишиће подлактице и екстензоре запешћа и шаке. 
Радијални нерв
- Triceps brachii  (медијална, бочна и дугачка глава): продужетак подлактице
- Extensor carpi radialis longus: продужетак зглоба
- Brachioradialis: флексија лакта и пронација и супинација подлактице, у зависности од положаја подлактице
- Anconeus: екстензија лакта

Дубока грана радијалног нерва
- Extensor carpi radialis brevis:  екстензија и отмица зглоба
- Supinator:  супинација подлактице

Задњи међукоштани нерв
- Abductor pollicis longus: отмица палца на зглобу
- Extensor carpi ulnaris: екстензија и адукција зглоба
- Extensor digiti minimi: 5. прст и продужетак зглоба
- Extensor digitorum: продужетак средњих 4 прстију
- Extensor indicis: продужетак кажипрста и ручног зглоба
- Extensor pollicis brevis: екстензија палца и абдукција у карпометакарпалним и метакарпофалангеалним зглобовима
- Extensor pollicis longus: продужетак крајње фаланге палца

## Галерија
- Попречни пресек кроз средину надлактице.
- Попречни пресек кроз средину подлактице.
- Брахијална артерија.
- Кожни нерви десног горњег екстремитета.
- Површински палмарни нерви.
- Нерви левог горњег екстремитета.
- Дубоки палмарни нерви.
- Предњи десни горњи екстремитет, показује површинске ознаке за кости, артерије и нерве.
- Задњи део десног горњег екстремитета, показује површинске ознаке за кости и нерве.
- Радијални нерв код новорођенчета
- Радијални живац
- Радијални живац
- Радијални живац
- Радијални живац
- Мишићи горњег екстремитета. Попречни пресек.

## Клинички значај
Патологије радијалног живца укључују:
- компресивне синдроме,

- неуропатију укљештења,

- фокалне интринзичне лезије

- туморе периферних нервних овојница.

### Повреде
Радијални нерв има дуг и вијугав ток у горњем екстремитету и лежи у непосредној близини кости у спиралном жлебу, што га чини подложним повредама. Преваленција парализе радијалног живца након прелома осовине хумеруса је 11,8%, док је учесталост јатрогених повреда РЖ приближно 4,2%.
Повреда РЖ може настати због мноштва узрока на многим потенцијалним местима дуж његовог тока. Најчешће место захвата је у проксималној подлактици и захвата задњу међукоштану грану, док је главна грана РЖ повређена код прелома осовине хумеруса.
Јатрогено оштећење радијалног живца
Јатрогено оштећење радијалног живца може изазвати неуролошке дефиците дистално од места повреде. Неке од најчешћих су:
- Пукотине радијалног нерва на нивоу пазушног плексуса могу бити последица ретракције грудне кости, односно током дисекције унутрашње млечне артерије и током кардиохируршких процедура.
- Хиперекстензија лакта, на пример, током операције горњих екстремитета или када је пацијент у лежећем положају у дугим интервалима, може утицати на  оштећење радијалног нерва на овом нивоу.
- Јатрогена радијалне повреде у нивоу лакта која је могућа код анестезираног пацијента захтева благо савијање лакта.
- Оштећење површног дела радијалног живца је једна од потенцијалних јатрогених компликација, након хируршког лечења де Кервенове тендинопатије.[7]

Знаци и симптоми радијалне неуропатије зависе од места повреде. Клинички, радијална неуропатија се манифестује као испадање зглоба са или без сензорног губитка дуж задње површине руке, подлактице, еминенције тенара и дорзалног аспекта радијалних три и по прста, у зависности од места повреде. Повреда нерва дистално од инервације троглавог мишића руке доводи до губитка функције екстензора са поштедом функције трицепса, што доводи до карактеристичног  спуштања зглоба. Повреда у средини руке је повезана са губитком осећаја у дорзолатералном аспекту шаке, дорзалном аспекту радијалних три и по прста и у првом веб простору. Захватање само задњег међукоштаног нерва  доводи до слабости екстензора ручног зглоба и прстију.
Дијагноза се заснива на на основу клиничког прегледа, Тинеловог знака и електродијагностичких налаза (брзина нервне проводљивости и електромиографије) који дају информације о захваћеном нерву и могућем месту повреде. Обични радиограми се користе за идентификацију места прелома, калуса или тумора као узрока компресије. Технолошки напредак у ултрасонографији омогућио је директну визуализацију захваћеног нерва уз процену тачног места, обима и врсте повреде. Он даје неупоредиве информације о анатомским детаљима нерва. МР слика додаје детаље меких ткива и помаже у карактеризацији лезије.   